# Araneus phaleratus
Araneus phaleratus là một loài nhện trong họ Araneidae.
Loài này thuộc chi Araneus. Araneus phaleratus được Arthur T. Urquhart. miêu tả năm 1893.